# Algemene verkiezingen in Liberia (1865)

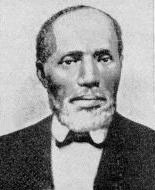
President Daniel Bashiel Warner.

De algemene verkiezingen in Liberia van 1865 werden in mei van dat jaar gehouden en gewonnen door zittend president Daniel Bashiel Warner van de Republican Party. Het aantal oppositiekandidaten die werden gekozen in het parlement nam flink toe. Zij behoorden tot de Whigs of Old-Whigs, voorlopers van de True Whig Party.